# Alococarpum erianthum
Alococarpum erianthum là một loài thực vật có hoa thuộc chi đơn loài Alococarpum trong họ Apiaceae. Loài này được (DC.) Riedl & Kuber mô tả khoa học đầu tiên năm 1964.